# Onthophagus polyedrus
Onthophagus polyedrus là một loài bọ cánh cứng trong họ Bọ hung (Scarabaeidae).